# Walter Leistikow
Walter Rudolf Leistikow, född 25 oktober 1865 i Bydgoszcz, dåvarande Bromberg, död 24 juli 1908 i Zehlendorf, var en tysk målare och grafiker. Som konstnär representerade han impressionismen. Han var grundare av Berliner secession.
Leistikow var elev till Hermann Eschke och Hans Gude. Han genomgick under 1890-talet en av Pierre Puvis de Chavannes påverkad dekorativ period, under vilken han även ritade mönster för konsthantverk i jugendstil. Därefter tog han intryck av den franska impressionismen och blev en god och uppskattad skildrare av Berlins omgivningar. Leistikow arbetade även med etsningar och litografier.

## Galleri

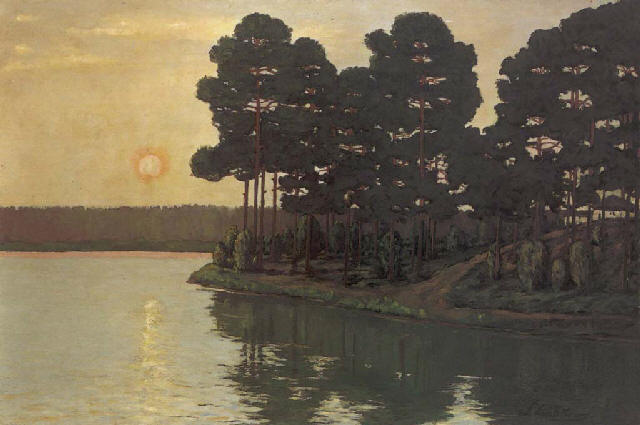
Märkischer See bei Sonnenuntergang (1895)
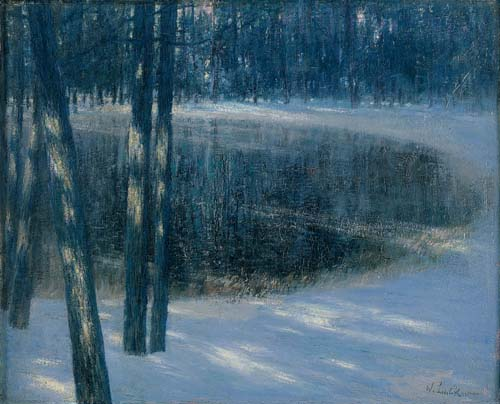
Waldsee im Winter (1892), Berlin Stadsmuseum
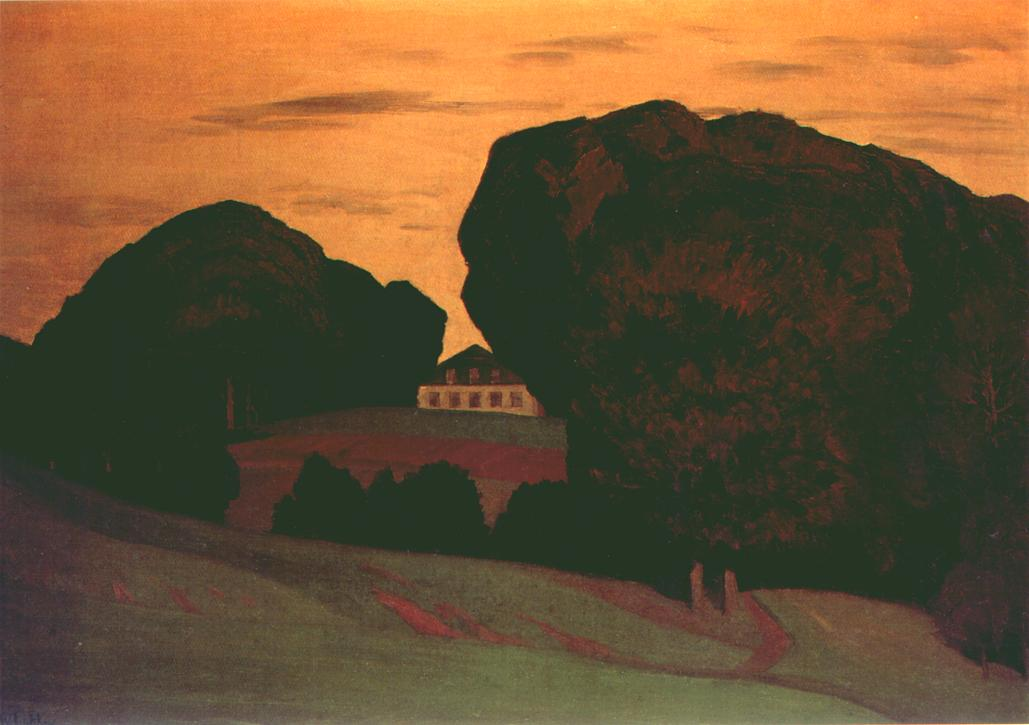
Haus in Dänemark (1898), Wien
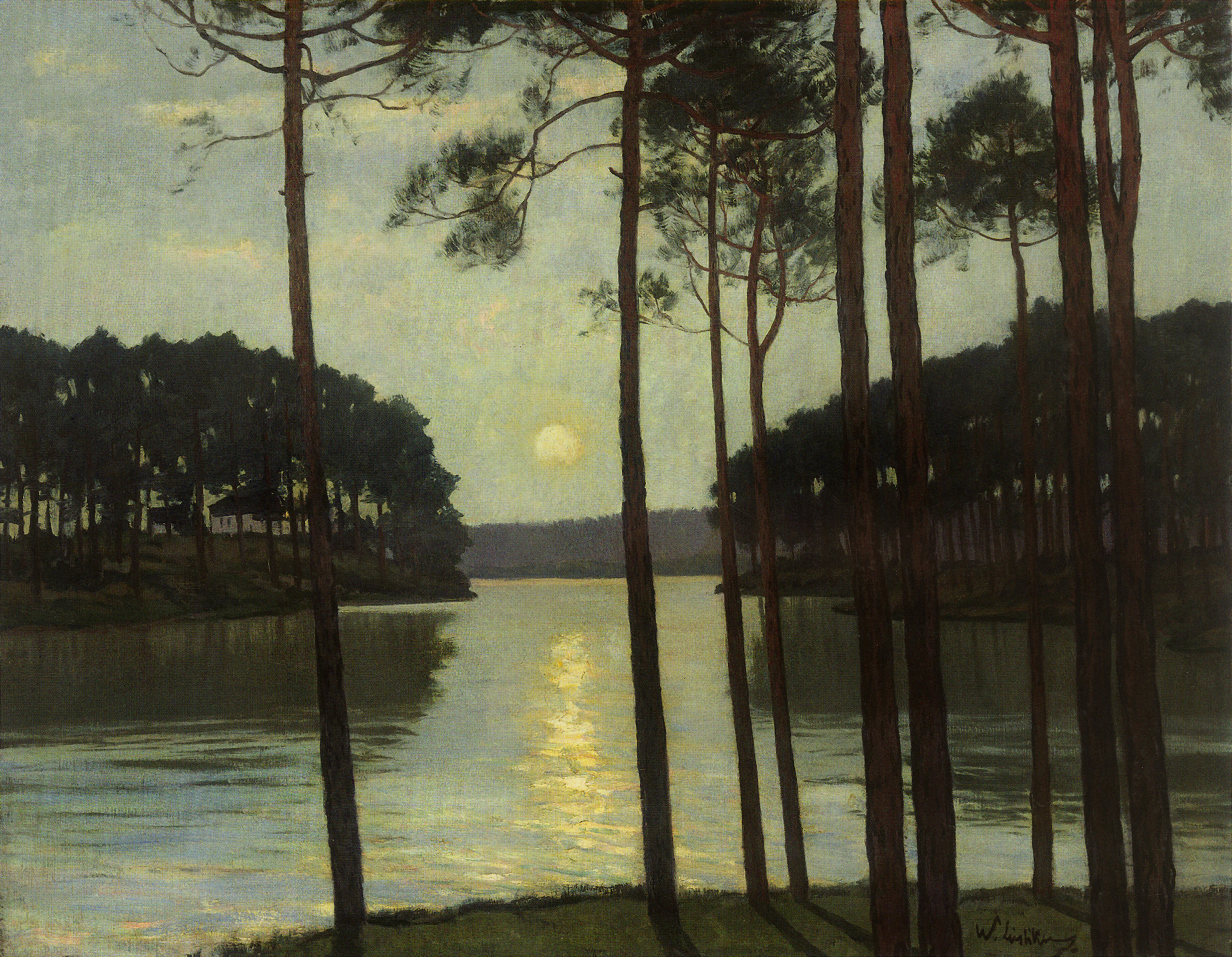
Abendstimmung am Schlachtensee (1895), Berlin Stadsmuseum